# Museo Nacional de la Civilización Egipcia
El Museo Nacional de la Civilización Egipcia (NMEC) es un museo ubicado en la antigua ciudad de Fustat, ahora parte de El Cairo. Su colección de 50 000 objetos presenta la civilización egipcia desde tiempos prehistóricos hasta la actualidad, sobre una superficie de 490.000 metros cuadrados,.
El museo abrió parcialmente en febrero de 2017y oficialmente el 4 de abril de 2021 tras la llegada de las momias de los faraones al recinto tras un gran desfile público.

## El museo
La colección permanente está dividida en dos categorías: una cronológica y otra temática. Las áreas cronológicas son las siguientes: periodo arcaico, faraónico, greco-romano, copto, medieval, islámico, moderno y contemporáneo. Las áreas temáticas son las siguientes: albores de la civilización, el Nilo, la escritura, estado y sociedad, cultura material, creencias y pensamiento y la galería de momias reales. Las colecciones provienen de otros museos egipcios como el Museo egipcio de El Cairo, el Museo Copto, el Museo de arte islámico de El Cairo, el Palacio y Museo Manial en El Cairo, y el Museo de Joyas Reales en Alejandría.

## Desfile faraónico
El 3 de abril de 2021, veintidós momias reales, incluidos dieciocho reyes en orden cronológico desde Seqenenra Taa que abría la comitiva hasta Ramsés IX, y cuatro reinas (Ahmose Nefertari, Ahmose Meritamón, Hatshepsut y Tiye), fueron transportadas a su nueva ubicación desde el Museo Egipcio de El Cairo. El evento, televisado a nivel mundial y vía internet, fue denominado Desfile dorado de los faraones. Las momias recorrieron las calles de El Cairo en sarcófagos especiales dorados con temperatura controlada, a bordo de vehículos militares blindados y decorados para la ocasión, acompañados de una banda militar, guardas a caballo y actores ataviados a la moda del antiguo Egipto interpretando a sacerdotes y sacerdotisas, bailarines, portadoras de ofrendas y jóvenes en carros réplicas de los hallados desmontados en las tumbas. Tras cinco kilómetros y tres horas de espectáculo, fueron recibidos con las preceptivas salvas de artillería.